# Neoevolucionismo

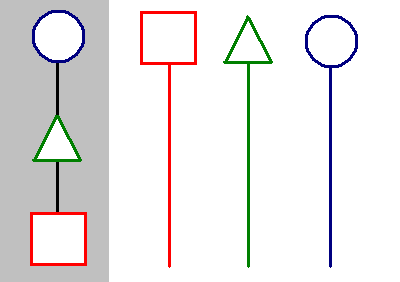
Evolución cultural.

El Neoevolucionismo es una teoría social que trata de explicar la evolución de las sociedades recurriendo a Charles Darwin y la teoría de la evolución, aunque descarta algunos dogmas del antiguo evolucionismo social y cultural. El neoevolucionismo se ocupa de la evolución del cambio social y de los patrones normales del desarrollo que pueden ser vistos en relación con la cultura.
El neoevolucionismo surgió en la década de 1930. Se desarrolló ampliamente en el período posterior a la Segunda Guerra Mundial y se incorporó a la antropología, así como a las demás ciencias sociales y humanas, en la década de 1960.
Sus teorías se basan en la evidencia empírica de campo como la arqueología, la paleontología y la historiografía. Los defensores dicen que el neoevolucionismo es objetivo y simplemente descriptivo, eliminando cualquier referencia a un sistema moral o cultural de los valores.
Mientras que el viejo evolucionismo social (hoy desfasado) del siglo XIX, explicó cómo la cultura se desarrolla dando principios generales de su proceso evolutivo, luego dicho evolucionismo social fue desestimado por el particularismo histórico en el siglo XX. Fueron los pensadores neoevolucionistas quienes trajeron de vuelta el pensamiento evolucionista y lo actualizaron para que sea aceptable en la antropología contemporánea.
El neoevolucionismo descarta muchas de las ideas del evolucionismo social clásica, a saber, la de progreso social, tan dominante en las teorías relacionadas con la evolución. Entonces si el neoevolucionismo descarta al determinismo e introduce la probabilidad, con el argumento de que los accidentes y conexión tendrán mucho impacto en el proceso de evolución social. También es compatible con la historia contrafactual, preguntando '¿qué pasaría si?' y teniendo en cuenta los diferentes caminos posibles que la evolución social puede (o podría haber) tomadas, y de este modo permite que el hecho de que diferentes culturas pueden desarrollarse en varias maneras, algunas saltarse etapas enteras, otras han pasado a través. El neoevolucionismo subraya la importancia de la evidencia empírica. Mientras que el antiguo evolucionismo del siglo XIX utilizaba el juicio de valor y los supuestos para la interpretación de los datos; el neoevolucionismo se basó en información cuantificable para analizar el proceso de la evolución cultural.

## Científicos neoevolucionistas
Entre los neoevolucionistas más importantes se incluyen:
Ferdinand Tönnies. Aunque no es estrictamente neoevolucionista, Tönnies es a menudo visto, como uno de los fundadores del neoevolucionismo. Fue uno de los primeros en afirmar, que la evolución de la sociedad no es necesariamente aquella que va en la dirección correcta, que el progreso social no es perfecto, e incluso puede ser llamado un retroceso como las sociedades más nuevas; las más evolucionados se obtienen sólo después de pagar un alto costo, lo que resulta en la disminución de la satisfacción de las personas que componen esa sociedad.
Leslie A. White (1900-1975), autor de la evolución de la cultura: El desarrollo de la civilización a la caída de Roma (1959). La publicación de este libro reavivó el interés por el evolucionismo entre los antropólogos, arqueólogos, historiadores, sociólogos, etc. White intentó crear una teoría que explicase toda la historia de la humanidad. El factor más importante en su teoría es la tecnología: Los sistemas sociales son determinados por los sistemas tecnológicos, escribió White en su libro, haciéndose eco de la teoría anterior de Lewis Henry Morgan. Propuso la medida de consumo de energía de la sociedad (su teoría se conoce como la teoría de la energía de la evolución cultural). Él distingue entre cinco etapas del desarrollo humano. En la primera, la gente usa la energía de sus propios músculos. En el segundo, que utilizan la energía de los animales domesticados. En el tercero, que utilizan la energía de las plantas (White se refiere a la revolución agrícola). En el cuarto, aprenden a utilizar la energía de los recursos naturales: carbón, petróleo, gas, etc. En el quinto, que se aprovecha la energía nuclear. White introdujo una fórmula C = E * T, donde E es una medida de energía consumida, y T es la medida de la eficiencia de los factores técnicos que utilizan la energía. Esta teoría es similar a la teoría de la Escala de Nikolai Kardashev .
Julian Steward, autor de la teoría de cambio de la cultura: La Metodología de evolución multilineal (1955, reeditado en 1979), creó la teoría de la evolución "multilineal", que examina la manera en que las sociedades se adaptaron a su medio ambiente. Este enfoque fue más matizada que la antigua teoría evolucionista de la "evolución unilineal". Puso en duda la posibilidad de creación de una teoría social que abarca toda la evolución de la humanidad, sin embargo, argumentó que los antropólogos no se limitan a las descripciones de las culturas específicas existentes. Él creyó que es posible crear teorías que analizan la cultura común y típica, representativas de ciertas épocas o regiones específicas. Los factores decisivos que determinan el desarrollo de la cultura, este antropólogo señaló a la tecnología y a la economía, y dijo que hay factores secundarios como los sistemas políticos, las ideologías y la religión. Todos esos factores empujan a la evolución de una sociedad en varias direcciones a la vez, por lo tanto esta es la multilinealidad de su teoría de la evolución.
Marshall Sahlins, autor de Evolución y Cultura (1960). Dividió la evolución de las sociedades en "general" y "específica". Evolución general es la tendencia de los sistemas culturales y sociales para aumentar su complejidad, la organización y la capacidad de adaptación a su entorno. Sin embargo, como las diversas culturas no son aisladas, hay una interacción y una difusión de sus cualidades. Esto conduce a que las culturas se desvíen de la evolución general y se desarrollan en sus formas específicas y únicas (evolución específica).
Gerhard Lenski, En sus Sociedades poder y prestigio (1966) y humanos: Una introducción a la macrosociología (1974) que amplía las obras de Leslie White y Lewis Henry Morgan. Él ve al progreso tecnológico como el factor más fundamental en la evolución de las sociedades y culturas. A diferencia de White, que define la tecnología como la capacidad de crear y utilizar la energía, Lenski se centra en que la información es la cantidad y usos. La sociedad dará más información y conocimiento (permitiendo la conformación del ambiente natural), lo que será más avanzado. Se distinguió cuatro etapas del desarrollo humano, con base en los avances en la historia de la comunicación . En la primera etapa, la información se transmite por los genes. En el segundo, cuando los seres humanos adquieren la capacidad de sentir, pueden aprender y transmitir información a través de la experiencia. En la tercera, los seres humanos comienzan a usar señales y desarrollar la lógica. En el cuarto, se pueden crear símbolos, desarrollar el lenguaje y la escritura. Los avances en la tecnología de la comunicación se traducen en avances en el sistema económico y el sistema político, la distribución de bienes, la desigualdad social y otras esferas de la vida social. Él también diferencia las sociedades en función de su nivel de la tecnología, la comunicación y la economía: 1) los cazadores y recolectores, 2) la simple agrícola, 3) agrícola avanzada, 4) industrial 5) especiales (como las sociedades de pesca).
Talcott Parsons, autor de Sociedades: Evolutiva y Perspectivas comparativas (1966) y el sistema de las sociedades modernas (1971) divide la evolución en cuatro subprocesos: 1) la división, que crea subsistemas funcionales del sistema principal, 2) la adaptación, donde los sistemas evolucionan en versiones más eficientes, 3) la inclusión de los elementos anteriormente excluidos los sistemas dados y 4) la generalización de los valores, el aumento de la legitimación del sistema cada vez más complejo. Él muestra los procesos en 3 etapas de evolución: 1) primitivo, 2) arcaicas y 3) modernos. Las sociedades arcaicas tienen el conocimiento de la escritura, mientras que modernos tienen el conocimiento de la ley. Parsons consideraba a la civilización occidental como el pináculo de las sociedades modernas, y de todas las culturas occidentales, declaró a Estados Unidos como la sociedad más dinámica y desarrollada.